# Todd Barkan

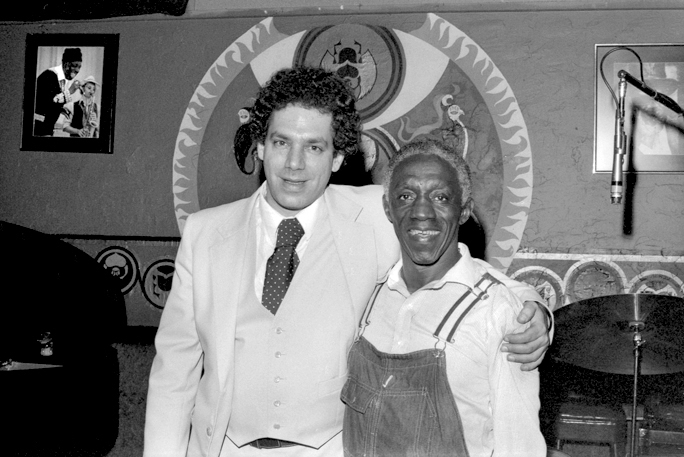
Todd Barkan (links) mit Art Blakey in seinem Club Keystone Korner 1979 (Foto: Brian McMillen).

Todd Barkan (* 13. August 1946 in Lincoln, Nebraska) ist ein US-amerikanischer Musikproduzent und -manager. Er produzierte insgesamt mehr als tausend Alben, vor allem im Jazzbereich.

## Leben
Barkan absolvierte das Oberlin College in Ohio und kam 1967 nach San Francisco, wo er sich zunächst als Pianist in Bluesbars betätigte. Von 1972 bis 1983 war er Besitzer, Manager und Programmgestalter des dortigen Keystone Korner, den er zu einem Jazzclub umwandelte, der rasch internationale Anerkennung genoss. Dort produzierte er einige Aufnahmen von Künstlern wie Red Garland, Dexter Gordon, Roy Haynes, Art Pepper, Rahsaan Roland Kirk und Bill Evans. Bei Kirks Alben Bright Moments (1973) und Kirkatron (1975) wirkte er auch als Perkussionist mit.
Ab 1983 war Barkan in New York City als Musikproduzent für Label wie Milestone, Prestige, Fantasy, Blue Note Records oder CBS/Sony tätig; er produzierte u. a. Alben der Toshiko Akiyoshi-Lew Tabackin Big Band, von Freddy Cole, Jerry Gonzalez, Freddie Hubbard, Joe Locke, Jimmy Scott, Ian Shaw, Grover Washington, Jr., Barney Wilen, George Mraz (Duke’s Place, 1999) oder Denny Zeitlin. 2000 edierte er für Milestone auf acht CDs die letzten Liveaufnahmen von Bill Evans aus dem Keystone Korner (The Last Waltz - His Final Recordings). Zwischen 1985 und 1990 war er auch der Manager des Boys Choir of Harlem
Seit der Eröffnung 2004 ist er Programmgestalter des New Yorker Dizzy’s Club Coca Cola, in dem er auch Alben für den japanischen Markt produzierte. 2010 leitete er das Dizzy’s Club Coca Cola Festival.
Ab 2013 veranstaltet er Jazzkonzerte im New Yorker Jazzclub Iridium. 2019 gründete er in Baltimore ein Jazzlokal, das auch den Namen Keystone Korner trägt.